# پوتیول
شهر پوتیول (به روسی: Путивль) در استان سومی در کشور اوکراین واقع شده‌است. جمعیت این شهر ۱۷٬۳۵۴ نفر است.